# Värnamo
Värnamo – miejscowość (tätort) w Szwecji, w regionie administracyjnym (län) Jönköping, w gminie Värnamo.
Według danych Szwedzkiego Urzędu Statystycznego liczba ludności wyniosła: 19 061 (31 grudnia 2015), 19 669 (31 grudnia 2018) i 19 741 (31 grudnia 2019).

## Sport
- IFK Värnamo – klub piłkarski grający w Superettan

## Galeria

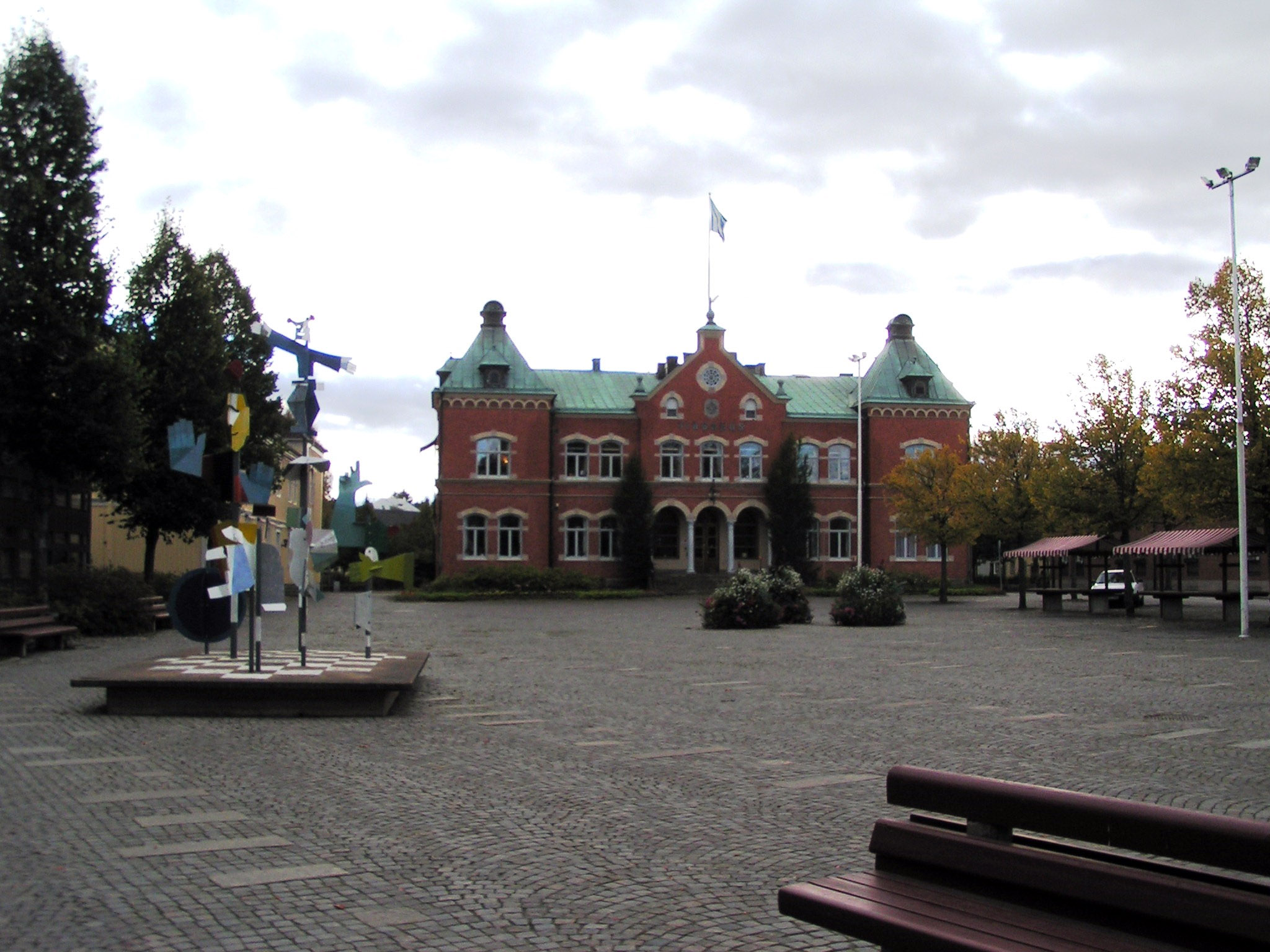